# Kuta Pasir
Kuta Pasir is een bestuurslaag in het regentschap Aceh Tenggara van de provincie Atjeh, Indonesië. Kuta Pasir telt 408 inwoners (volkstelling 2010).